# Ragály
Ragály je obec v Maďarsku na severozápadě župy Borsod-Abaúj-Zemplén v okresu Putnok poblíž slovenských hranic. K 1. lednu 2015 zde žilo 643 obyvatel.

## Historie
První písemná zmínka o obci pochází ze 13. století.

## Geografie
Obec se nachází asi 14 km severozápadně od okresního města Putnok. Od města s župním právem Miškovec se nachází asi 40 km jihovýchodně.
Obcí protéká potok Csögős. Obec se nachází poblíž slovenských hranic ve výšce 225 m n. m.